# Berliner Rundfunk 91.4
Berliner Rundfunk 91.4 (nom officiel Berliner Rundfunk 91!4) est une station de radio privée sur les ondes depuis le 1er janvier 1992. Elle succède à la station est-allemande Berliner Rundfunk. Sa programmation, musicale, s'oriente vers les chansons des années 1960 à 1980.